# IC 1961
IC 1961 је спирална галаксија у сазвјежђу Часовник која се налази на листи објеката дубоког неба у Индекс каталогу.
Деклинација објекта је - 48° 57' 3" а ректасцензија 3h 33m 33,3s. Привидна величина (магнитуда) објекта IC 1961 износи 14,8 а фотографска магнитуда 15,5. IC 1961 је још познат и под ознакама ESO 200-41, AM 0332-490, IRAS 03320-4907, PGC 13175.